# Instytut Diaków w Przemyślu
Instytut Diaków w Przemyślu (również Instytut Diaków i Nauczycieli Szkół) - instytucja pedagogiczna utworzona 24 lipca 1816 w Przemyślu przez biskupa Michała Lewickiego oraz księdza Iwana Mohylnyckiego, w celu kształcenia diaków cerkiewnych i nauczycieli szkół ludowych.
Na utworzenie szkoły wyraził zgodę papież Pius VII, a zatwierdził pismem z 24 sierpnia 1818 cesarz Franciszek I.
Uczniami Instytutu mogła być jedynie młodzież unicka. Przyjmowano z zasady chłopców pochodzących z ubogich rodzin. Od kandydatów wymagano przygotowania ogólnego na poziomie programu dwuklasowej szkoły początkowej oraz zdolności, jakie powinny cechować dobrego diaka i nauczyciela. Kandydatami do Instytutu byli najczęściej synowie księży lub służby cerkiewnej. Dodatkowym warunkiem przyjęcia była roczna praktyka nauczycielska/diakowska.
Nauka w szkole toczyła się systemem kursowym, półrocznym. Pierwszy kurs kończył się egzaminem i promocją na drugi kurs, a drugi kurs kończył się egzaminem końcowym z całości materiału dwóch kursów.
Podobne instytucje działały we Lwowie i Chełmie. Uczniowie Instytutu, tak jak i nauczyciele szkół ludowych, zwolnieni byli z obowiązku służby wojskowej. W latach 40. XIX wieku rocznie Instytut kończyło do 25 osób. Zwykle ponad połowa korzystała z bezpłatnej nauki i pobytu w internacie. Instytut utrzymywany był w części ze składek wiernych, a w części z dochodów ziemskich kurii.

## Dyrektorzy Instytutu
- Iwan Ławrowskyj przed 1831-1835
- Iwan Myszkowskyj 1836-1837
- Iwan Ławrowskyj 1837-1840
- Andrij Petrasewycz 1840-1847

Po śmierci księdza Andrija Petrasewycza stanowisko to zostało powiązane ze stanowiskiem rektora greckokatolickiej katedry przemyskiej.

## Literatura
- Florentyna Rzemieniuk, Unickie szkoły początkowe w Królestwie Polskim i w Galicji 1772-1914, Lublin 1991, ISBN 83-8529107-5
- Dmytro Błażejowśkyj – „Historical Sematism of the Eparchy of Peremysl”, Lviv 1995